# Омар (аул)
Омар — аул в Исилькульском районе Омской области. Входит в состав Боевого сельского поселения.

## История
Основан в 1924 году. В 1928 году аул состоял из 15 хозяйств, основное население — киргизы. В административном отношении находился в составе 4-го Аульного сельсовета Исилькульского района Омского округа Сибирского края.

## Население
| 1926 | 2002 | 2010 |
| ---- | ---- | ---- |
| 88   | ↘33  | ↘7   |